# Nitocrella tianschanica
Nitocrella tianschanica är en kräftdjursart. Nitocrella tianschanica ingår i släktet Nitocrella och familjen Ameiridae. Inga underarter finns listade i Catalogue of Life.